# Toto Tamuz
Toto Adaruns Tamuz Temile (Hebreeuws: טוֹטוֹ תַּמּוּז) (Warri, 4 januari 1988) - alias Toto Tamuz - is een Israëlisch-Nigeriaans voetballer die bij voorkeur als aanvaller speelt. Hij verruilde in februari 2014 FK Oeral voor Petrolul Ploiești. Tamuz debuteerde in 2006 in het nationale ploeg, een kwalificatiewedstrijd voor Euro 2008 tegen Andorra. Hij maakte die wedstrijd ook zijn eerste interlandgoal.

## Jeugdjaren
Toto werd geboren in Nigeria maar verliet het land op tweejarige leeftijd voor Israël. Zijn vader, voetballer Clement Temile, ging er spelen voor Beitar Netanya. Toen de club failliet ging, moesten Toto's ouders  op zoek naar werk. Een jaar na hun aankomst verlieten ze Israël voor Nigeria in de hoop daar, of elders, over een inkomen te beschikken. Toto werd tijdelijk achtergelaten bij toenmalig ploeggenoot Irit Tamuz. Toen het duidelijk werd dat Toto's ouders niet meer zouden terugkeren, werd Toto (officieus) geadopteerd door Irit. Vandaar ook zijn Hebreeuwse familienaam.
Toto begon te voetballen bij Hapoel Petah Tikva, waar hij in het seizoen 2005-2006 ook zijn debuut maakte tegen MS Ashdod.

## Rechtspositie in Israël
Hoewel Toto praktisch zijn hele leven doorbracht in Israël, bezat hij nog steeds niet de Israëlische nationaliteit. Zijn positie in het land was lange tijd onduidelijk, tot minister van Binnenlandse Zaken, Ruhama Avraham hem een A1-visum gaf. Hiermee kon hij maximaal drie jaar in Israël verblijven. Toto kreeg het akkoord van FIFA om voor de Israëlische nationale ploeg uit te komen, hoewel hij nog over een laissez-passer beschikte. Toen zijn A1-visum verliep, kon Toto niet meer voor Israël spelen, zolang hij niet de Israëlische nationaliteit bezat, een procedure die tot drie jaar kan oplopen. Binnenlandse Zaken had ondertussen laten weten dat Toto niet op een voorkeursbehandeling hoefde te rekenen. Zijn zaak werd nadien voor het Hooggerechtshof uitgevochten, waardoor Tamuz de naturalisatieprocedure kon inzetten en waardoor hij ook werd opgenomen in het nationale team voor matchen tegen Engeland en Estland. Drie maanden later verkreeg Toto de Israëlische nationaliteit, samen met Argentijns aanvaller Roberto Colautti.